# 내린천휴게소
내린천휴게소(內麟川休憩所, Naerincheon Service Area)는 강원특별자치도 인제군 상남면 하남리에 위치한 서울양양고속도로의 서울방향 첫 고속도로 휴게소이자 양양방향 마지막 고속도로 휴게소이며, 대한민국에서 최초로 건설된 상공형 고속도로 휴게소이다. 인제 나들목 인근에 있다. 양방향 모두 휴게소가 통합형으로 존재하며, 주소는 강원특별자치도 인제군 상남면 서울양양고속도로 117이다. 2017년 6월 30일 서울양양고속도로 동홍천 나들목 ~ 양양 분기점 구간이 개통되면서 개장하였으며, 인제 나들목 구조상 나들목 진출로와 연결되어 있어 인제 나들목 진출 시 바로 진입할 수 있다.

## 시설
- 브랜드매장 : 롯데리아, 던킨, 탐앤탐스, 엔제리너스, 퀴즈노스, 죠스떡볶이, 바르다김선생
- 습지 공원
- 주유소 : 알뜰주유소
- LPG 충전소 : E1
- 경정비소 : 없음
- 화물휴게소 : 없음
- 테마휴게소 : 없음
- 수소차 충전소: 양양방향
- 전기차 충전소: 서울 방향

## 전후
서울 방향
- 내촌 나들목 ← 인제 나들목·내린천휴게소 ← 서양양 나들목
- 홍천휴게소 ← 인제 나들목·내린천휴게소 ← 고속도로 종점

양양 방향
- 내촌 나들목 → 인제 나들목·내린천휴게소 → 서양양 나들목
- 홍천휴게소 → 인제 나들목·내린천휴게소 → 고속도로 종점

## 같이 보기
- 인제 나들목